# 阿姆施泰爾巴赫河
50°53′40.6″N 6°4′32.2″E / 50.894611°N 6.075611°E

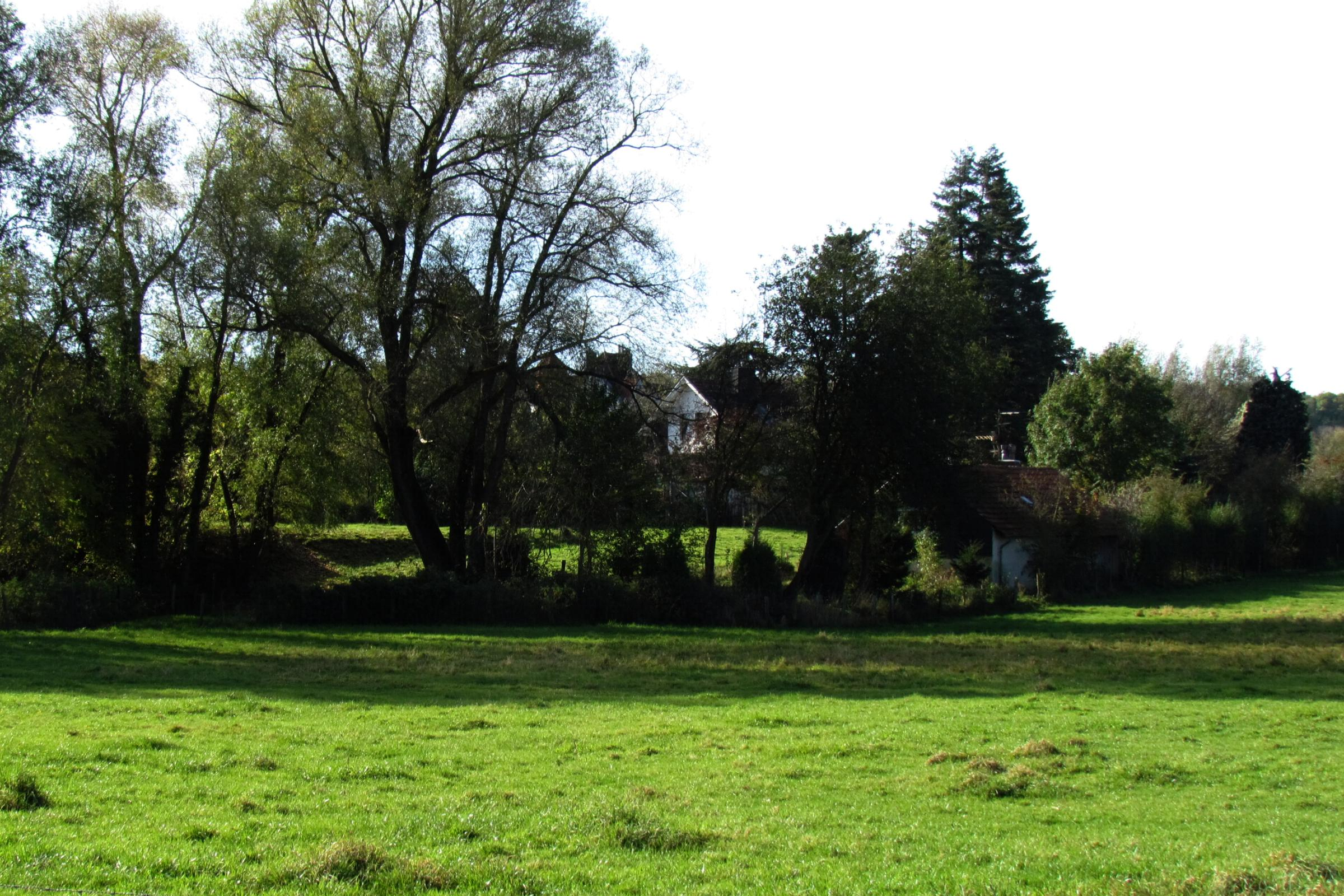

阿姆施泰爾巴赫河（德語：Amstelbach），是西歐的河流，流經德國的北萊茵-威斯特法倫州和荷蘭的林堡省，河道全長13.5公里，流域面積44.5平方公里，發源自亞琛，河口處在于巴赫-帕倫貝格附近。